# Deglución atípica
La deglución atípica es una variante alimentaria causada por ruptura en la coordinación de los movimientos musculares faciales que origina anomalías dentomaxilares y foniátricas.
La  deglución es una secuencia refleja de contracciones musculares ordenadas, que lleva el bolo alimenticio o los líquidos de la cavidad bucal hasta el estómago.

## Formas de deglutir
Las formas atípicas de deglución se originan por:
- Interposición lingual. En el momento de la deglución el ápice lingual se proyecta hacia adelante, se coloca entre los dientes o empuja la cara interior de los incisivos superiores. Esta interposición lingual origina una mordida abierta.
- Interposición del labio inferior y contracción del mentalis. Al deglutir se necesita el cierre anterior de la cavidad bucal, realizado por contacto suave de los labios. Si la distancia anteroposterior entre el maxilar y la mandíbula es grande, no hay posibilidad de que los labios se contacten. Para lograr el cierre, el labio inferior se coloca atrás de los incisivos superiores. Esta interposición del labio inferior hace que el músculo mentalis se contraiga más de lo normal.
- Movimientos de cabeza. Estos movimientos, casi siempre con estiramiento de la musculatura anterior del cuello al momento de deglutir, están, en general, asociados a mala masticación.[2]  Cuando no se puede formar un bolo alimenticio homogéneo y de tamaño adecuado, el pasaje a través de la orofaringe no se lleva a cabo de manera apropiada. Para facilitar ese pasaje, el paciente echa la cabeza hacia atrás y endereza el tubo digestivo.
- Ruidos al tragar. Ocurren porque en el momento de la deglución el sujeto realiza un exceso de fuerza y contracción del dorso lingual contra el paladar.[3]
- Residuos después de deglutir. La hipotonía o hipofunción del músculo buccinador (músculo de la mejilla) favorece el almacenamiento de los residuos alimentarios en el vestíbulo de la boca.

## Causas
Las causas de deglución atípica pueden ser:
- Respiración bucal
- Uso prolongado de biberón y /o chupete (más de tres años)
- Succión de dedos
- Onicofagia
- Alimentación blanda

## Consecuencias articulatorias y estéticas
Esta patología suele provocar algunas alteraciones en la articulación en la persona al hablar. Esta articulación y de forma inherente su acústica, va a depender de la perfecta función fonatoria del aparato encargado para ello. Además, será muy importante colocar de forma idónea los dientes y tener una serie de habilidades en la lengua para contrarrestar esta situación.
Además, existen una serie de trastornos de forma estética que suelen ser debidos a la deglución atípica. Esta serie de problemas, suelen reflejarse en los dientes tanto superiores como inferiores. Y ello, se debe a que la posición de dichos dientes variara. En consecuencia, esto provocará una serie de problemas en los sonidos del aparato vocal, es decir, en la voz. Ya que una abertura errónea conllevará que se den esta serie de consecuencias.

## Tratamiento
El profesional encargado del tratamiento de la deglución atípica es el logopeda en colaboración con el ortodoncista, llevarán a cabo una serie de ejercicios llamados, ejercicios miofuncionales tendientes a restaurar el equilibrio muscular orofacial, modificar el patrón deglutorio incorrecto e instaurar hábitos masticatorios y respiratorios correctos.